# Trasporti in Germania
Questa voce raccoglie le principali tipologie di trasporti in Germania.

## Sistema ferroviario

Rete ferroviaria in Germania

### Rete ferroviaria
- totale: 41.896 km.
- a scartamento standard: 41.641 km (20.053 km elettrificati)
- a scartamento ridotto: 75 km con uno scartamento di 1000 mm, tutti elettrificati; 24 km con uno scartamento di 750 mm, tutti elettrificati.

La Deutsche Bahn è la compagnia ferroviaria statale in Germania.

### Reti metropolitane
Le città dove è presente la metropolitana in Germania sono:
- Amburgo
- Berlino
- Dortmund
- Düsseldorf
- Francoforte sul Meno
- Monaco di Baviera
- Norimberga

### Reti tranviarie
Elenco di città con un sistema tranviario:

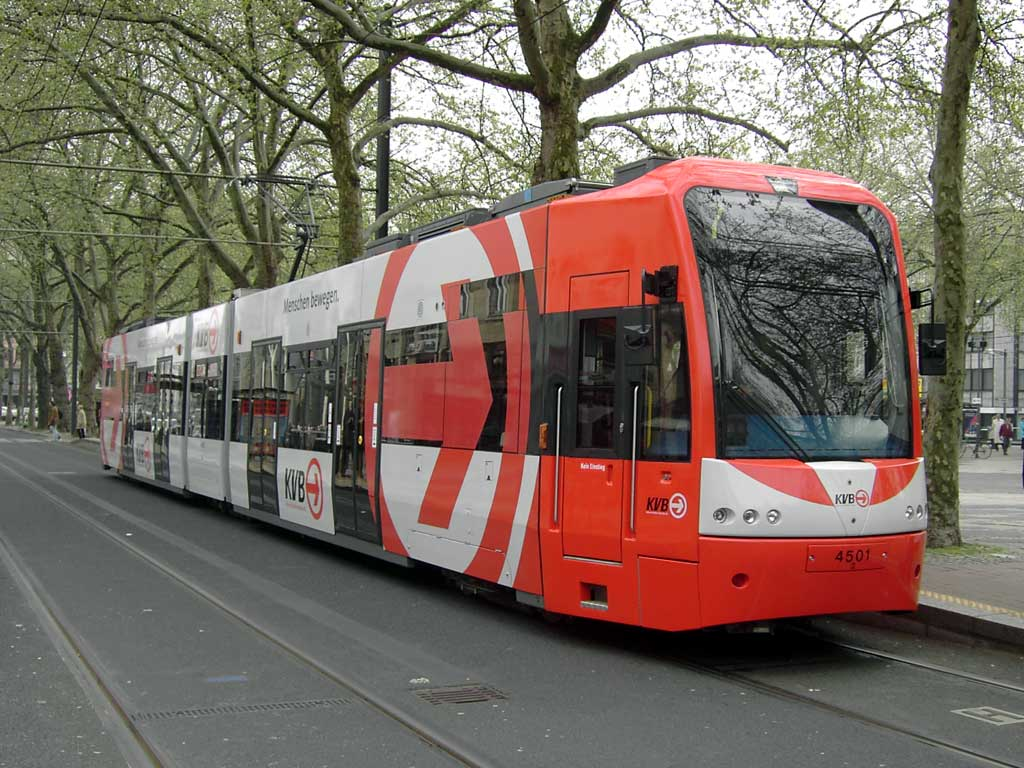
Tram a Colonia

- Augusta
- Berlino
- Bielefeld (Stadtbahn)
- Bochum (Stadtbahn)
- Bonn
- Brema
- Braunschweig
- Chemnitz
- Colonia (Stadtbahn)
- Cottbus
- Darmstadt
- Dresda
- Dortmund (Stadtbahn)
- Duisburg (Stadtbahn)
- Düsseldorf (Stadtbahn)
- Erfurt
- Essen (Stadtbahn)
- Francoforte sul Meno
- Francoforte sull'Oder
- Friburgo in Brisgovia
- Gelsenkirchen (Stadtbahn)
- Gera
- Görlitz
- Gotha
- Halberstadt
- Halle
- Hannover (Stadtbahn)
- Hattingen
- Herne
- Jena
- Karlsruhe (Stadtbahn)
- Kassel (Stadtbahn)
- Krefeld
- Lipsia
- Magdeburgo
- Mannheim/Ludwigshafen/Heidelberg
- Mülheim an der Ruhr
- Monaco di Baviera
- Nordhausen
- Norimberga
- Plauen
- Potsdam
- Rostock
- Saarbrücken (Stadtbahn)
- Schwerin
- Stoccarda (Stadtbahn)
- Ulma
- Witten
- Würzburg
- Zwickau

### Collegamenti ferroviari con paesi confinanti
- Danimarca - Sì
- Polonia
- Repubblica Ceca - Sì
- Austria - Sì
- Svizzera - Sì
- Francia - Sì
- Lussemburgo - Sì
- Paesi Bassi - Sì
- Belgio - Sì

## Sistema stradale, autostradale,tangenziali
- totali: 644.480 km (di cui 12.400 km di autostrade)

Tutte le autostrade tedesche sono asfaltate

## Idrovie
Sono presenti 7.500 km (1999) di acque navigabili.

## Porti
Brema, Bremerhaven, Duisburg, Amburgo, Karlsruhe, Lubecca, Rostock, Wilhemshaven

## Aeroporti

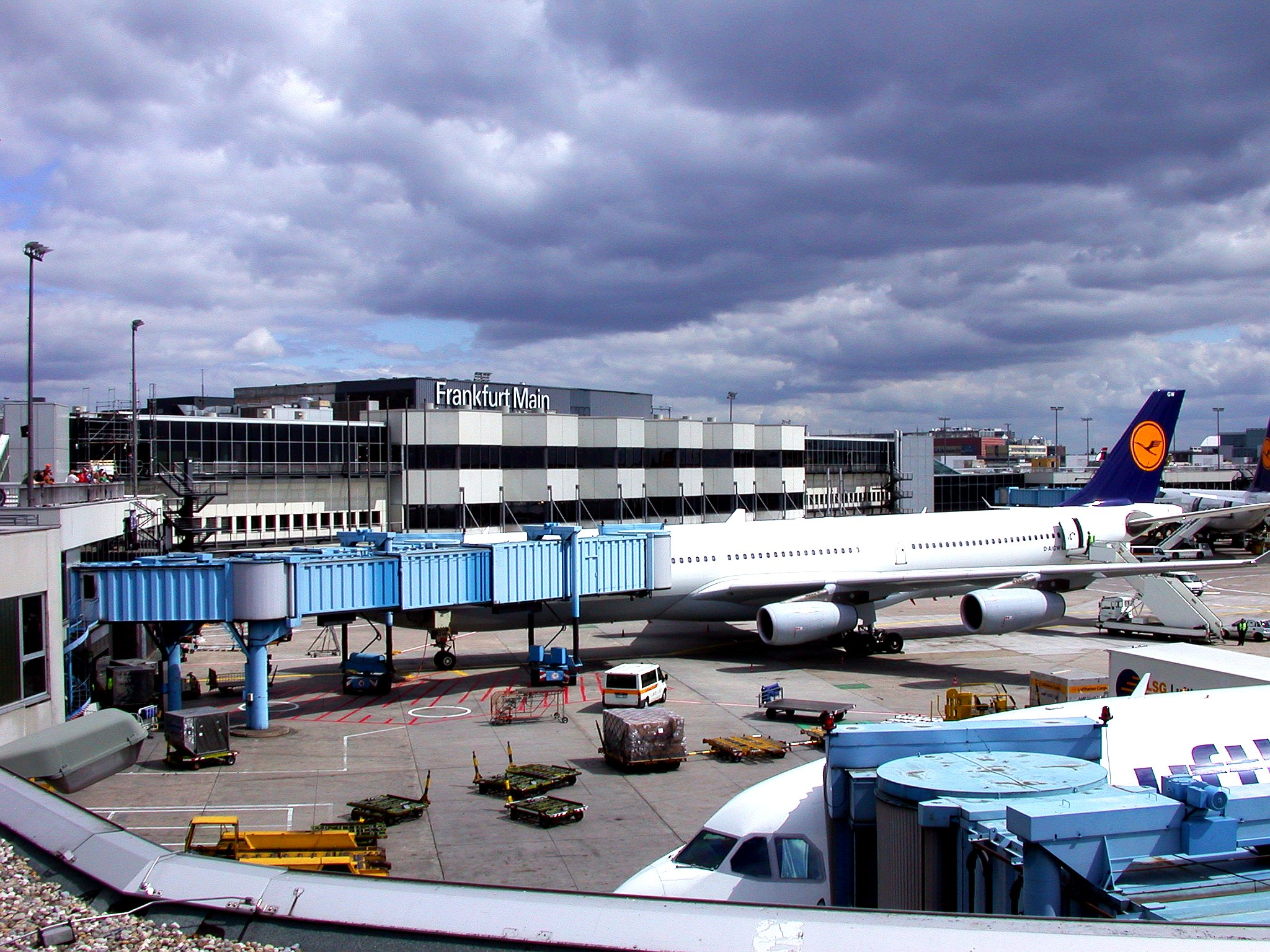
Il terminal 1 dell'aeroporto di Francoforte sul Meno.

In Germania sono presenti 550 aeroporti in totale (2009).

### Aeroporti con piste asfaltate
- totale: 330

Lunghezza piste:
- oltre 3.047 m: 13
- tra 2.438 e 3.047 m: 52
- tra 1.524 e 2.437 m: 58
- tra 914 e 1.523 m: 72
- sotto i 914 m: 135(2009)

### Aeroporti con piste non asfaltate
- totale: 220

Lunghezza piste:
- tra 1.524 e 2.437 m: 3
- tra 914 e 1.523 m: 33
- sotto 914 m: 184 (2009)

### Eliporti
In totale: 2